# Championnats d'Afrique de lutte 2002
Navigation
Édition précédente Édition suivante
Les Championnats d'Afrique de lutte 2002 se déroulent en mai 2002 au Caire, en Égypte. 

## Podiums

### Lutte libre
| Catégories | Or                                 | Argent                   | Bronze                         |
| ---------- | ---------------------------------- | ------------------------ | ------------------------------ |
| 55 kg      | Hattem Romdhani (TUN)              | Omar Hamada (ALG)        | Mohamed Mahmoud Abbas (EGY)    |
| 60 kg      | Ali Mohamed Hassan Abu Taleb (EGY) | Jacques Schoeman (RSA)   | Mohamed Amine Benhammadi (ALG) |
| 66 kg      | Hassan Ibrahim Madani (EGY)        | Jabeur Dridi (TUN)       | Ali Belkchairi (MAR)           |
| 74 kg      | Abd El Wahid Wesal (EGY)           | Bennie Labuschagne (RSA) | Hichem Mihovbi (ALG)           |
| 84 kg      | Mohamed Ali Bouzaiane (TUN)        | Ali Mohamed (EGY)        | Jean Diatta (SEN)              |
| 96 kg      | Ali Moustafa (EGY)                 | Philip Lemmer (RSA)      | Hameu Boaullebeu (TUN)         |
| 120 kg     | Mohamed Esmail (EGY)               | Steven van Eeden (RSA)   | Mohamed Jerli (TUN)            |

### Lutte gréco-romaine
| Catégories | Or                                        | Argent                  | Bronze                   |
| ---------- | ----------------------------------------- | ----------------------- | ------------------------ |
| 55 kg      | Mohamed Moustafa Abu Elela (EGY)          |                         |                          |
| 60 kg      | Ashraf Meligy El Garably (EGY)            | Mohamed Barguaoui (TUN) | Mohamed Bouazzaoui (MAR) |
| 66 kg      | Mahmoud Magdy (EGY)                       | Gichem Mohoubi (ALG)    | Mohamed Mahraoui (MAR)   |
| 74 kg      | Abdou Saeed El Barbary (EGY)              | Anwar Kandafil (MAR)    | Ahmed Fortas (ALG)       |
| 84 kg      | Mohamed Ibrahim Abdelfattah Mohamed (EGY) | Amor Bach Hamba (TUN)   | Pieter C. Gouws (RSA)    |
| 96 kg      | Karam Mohammed Gaber Ibragim (EGY)        | Mustapha Bouari (MAR)   | Steven van Eeden (RSA)   |
| 120 kg     | Yasser Abdelrahman Ali (EGY)              | Bou Guanmi Walid (TUN)  | Xavieo Indria (MRI)      |

### Lutte féminine
| Catégories | Or                            | Argent                  | Bronze                 |
| ---------- | ----------------------------- | ----------------------- | ---------------------- |
| 48 kg      | Fadhila Louati (TUN)          | Rasha M Naklawy (EGY)   | Kawtar Othmani (MAR)   |
| 51 kg      | Nour El Houda Bejaoui (TUN)   | Ghada Rabaa Saied (EGY) | Eveline Diatta (SEN)   |
| 55 kg      | Salma Ferchichi (TUN)         | Samaia Abdellatif (EGY) | Isabelle Sambou (SEN)  |
| 59 kg      | Doaa Ahmed Maher (EGY)        | Faiza Bejaoui (TUN)     | Jacqueline Biaye (SEN) |
| 63 kg      | Rim Garram (TUN)              | Latifa Rassam (MAR)     | Meriem Djebaili (ALG)  |
| 67 kg      | Yousria Magdy Elberhamy (EGY) | Kaouthmen Ghanmi (TUN)  |                        |
| 72 kg      | Saida Riabi (TUN)             | Sara Ahmed Maher (EGY)  | Euphrasie Sambou (SEN) |